# Peter 1. af Jugoslavien
Peter 1. (serbisk: Петар I Карађорђевић; tr. Petar I Karadjordjević) (29. juni 1844 – 16. august 1921) var den sidste konge af Serbien fra 1903 til 1918 og den første konge af Serbere, Kroater og Slovenere fra 1918 til 1921.
Peter var søn af fyrst Alexander Karađorđević af Serbien. Han var tronfølger i Serbien, men familien måtte gå i eksil, da slægten Obrenović overtog magten i 1858. Derefter levede Peter i Østrig-Ungarn og Frankrig, hvor han blev officer og kæmpede i den fransk-preussiske krig. I 1883 blev han gift med prinsesse Zorka af Montenegro, datter af kong Nikola 1. af Montenegro.
Efter et statskup i 1903 blev Peter valgt til konge af Serbien. Umiddelbart før udbruddet af Første Verdenskrig i 1914 måtte Peter overgive regentskabet til sønnen Alexander på grund af sygdom.
Landets navn blev forandret til "Kongeriget af Serbere, Kroater, og Slovenere" – uofficielt "Jugoslavien" – efter 1. verdenskrig.

## Eksterne links
- Wikimedia Commons har flere filer relateret til Peter 1. af Jugoslavien